# Marvin el Marcià
Marvin el Marcià (Marvin the Martian en anglès) és un personatge de dibuixos animats dels estudis Warner Bros. que apareix a les sèries de curts d'animació Looney Tunes i Merrie Melodies. Va ser creat el 1948.

## Creació
El director Chuck Jones va trobar que el principal adversari de Bugs Bunny, Yosemite Sam era un personatge sorollós i violent però finalment poc perillós. Cercant una nova Nemesi que fóra més perillosa per al personatge estrela de l'estudi, va idear un personatge totalment diferent, tranquil, expressant-se de manera ponderada tot mostrant-se particularment temible, i amb major capacitat destructiva que els incompetents Elmer Fudd o Yosemite Sam. Naixia així Marvin el marcià.
Com el seu nom complet indica, Marvin ve del planeta Mart, si bé pot ser trobat en un altre lloc (en estacions espacials que li serveixen de casa, per exemple). Físicament és un petit humanoide amb cap esfèric i totalment negre amb només dos ulls visibles (ja que no té ni boca ni nas). La seua vestimenta està basada en la vestimenta del déu Mart, que en última instància està basada en les vestimentes militars romanes (el que s'explica, ja que Mart és el déu romà de la guerra). De vegades va acompanyat d'un gos verd proveït d'un casc designat K-9. Utilitza llavors que, quan són mullades, donen el dia a criatures assemblant-se a dels home-ocells i obeint totalment als ordres del seu "amo".
Marvin també representa papers d'antagonista a curtmetratges de Daffy Duck quan aquest interpreta el paper de Duck Dodgers, a destacar el seu paper en el reeixit curtmetratge Duck Dodgers in the 24½th Century.